# Andrea Giorgis
Andrea Giorgis (Torino, 12 aprile 1965) è un politico e docente universitario italiano.

## Biografia
Nato a Torino nel 1965, è professore ordinario di diritto costituzionale all'Università di Torino.
È autore di vari scritti in tema di diritti fondamentali, di forma di governo e di giustizia costituzionale. Fino all'assunzione della carica di deputato è stato uno dei coordinatori del comitato scientifico di Biennale Democrazia.

## Attività politica

### Gli inizi
Nel 1991 aderisce al Partito Democratico della Sinistra (PDS), che nel 1998 aderisce alla svolta di Massimo D'Alema dal PDS ai Democratici di Sinistra (DS).
Eletto consigliere comunale di Torino alle amministrative del 1997, rimane in carica fino al 2011, sotto le amministrazioni di Valentino Castellani e Sergio Chiamparino. In quest'ultima è capogruppo del gruppo consiliare dell'Ulivo e poi del Partito Democratico (PD).
Alle elezioni politiche del 2006 è candidato al Senato della Repubblica dai DS per la circoscrizione Piemonte, ma non è eletto.
Dal novembre 2009 al febbraio 2014 ha ricoperto la carica di presidente dell'Assemblea regionale del PD in Piemonte.

### Elezione a deputato
Alle elezioni politiche del 2013 viene eletto deputato della XVII legislatura della Repubblica Italiana nella circoscrizione Piemonte 1 per il PD, diventandone il segretario del gruppo alla Camera. Successivamente diventa componente della 1ª commissione affari costituzionali, del comitato per la legislazione e della giunta per il regolamento.
Al referendum confermativo del 2016 sul progetto di riforma costituzionale Renzi-Boschi, in disaccordo con l'allora maggioranza del suo partito, si è schierato per il NO.

### Rielezione alla Camera
Alle elezioni politiche del 2018 viene rieletto deputato con il 40,93% nel collegio uninominale Piemonte 1 - 01 (Torino-Centro), superando Marco Francia del centrodestra (31,29%) e Paolo Turati del M5S (17,13%).
Alle elezioni primarie del PD del 2019 sostiene la mozione di Nicola Zingaretti, presidente della Regione Lazio e candidato con la carriera amministrativa più lunga alle spalle, che risulterà vincente con il 66% dei voti, entrando successivamente a far parte della segreteria nazionale del partito, venendo scelto come Responsabile alle Riforme Costituzionali del Partito Democratico.

### Sottosegretario alla Giustizia
In seguito alla nascita del secondo governo Conte tra PD, Movimento 5 Stelle e LeU, il 13 settembre 2019 viene nominato dal Consiglio dei Ministri sottosegretario di Stato al Ministero della Giustizia, affiancando il ministro pentastellato Alfonso Bonafede, insediandosi il 16 settembre e mantenendo l'incarico fino alle dimissioni del governo, il 13 febbraio 2021.

### Elezione a senatore
Alle elezioni politiche anticipate del 2022 viene ricandidato al Senato nel collegio uninominale Piemonte - 01 (Torino), sostenuto dalla coalizione di centro-sinistra in quota PD, risultando eletto senatore con il 37,97% dei voti e superando i candidati del centro-destra Marzia Casolati (33,48%) e del Movimento 5 Stelle Alberto Unia (11,84%). Nella XIX legislatura è componente della 1ª Commissione Affari Costituzionali, della Giunta per il Regolamento, della Commissione parlamentare per la semplificazione, del Consiglio di garanzia e del Comitato per la legislazione.